# Drepanicus schajovskoyi
Drepanicus schajovskoyi is een insect uit de familie van de Mantispidae, die tot de orde netvleugeligen (Neuroptera) behoort. 
Drepanicus schajovskoyi is voor het eerst wetenschappelijk beschreven door Williner & Kormilev in 1958.